# Edoms Herred
Edoms Herred (tysk Edomsharde) var et herred i det sydlige Nordfrisland i Sydslesvig. Geografisk omfattede herredet den østlige del af den tidligere ø Strand. Store dele af herredets område udgør nu halvøen Nordstrand. Herredet grænsede mod nord til Beltring Herred og mod syd til Lundebjerg Herred.
Den nordfrisiske handelsby Rungholt var Edoms Herred vigtigste lokalitet. Af andre landsbyer kan nævnes Stintebøl, Gaikebøl, Odenbøl, Evesbøl, Hersbøl og Buphever (en del hørte dog under Pelvormherred) samt kogen Trindermarsk. Stintebøl var herredskirken.
Herrederne på Strand blev også kaldt Femherrederne eller Strandherrederne, og tilhørte de frisiske Udlande.
Edoms Herred er nævnt i Kong Valdemars Jordebog fra 1231 som Edomshæreth. Edoms Herred var sat til 120 mark rent sølv.